# Anton Stamitz
Thadäus Johann Nepomuk Stamitz, dit Anton Stamitz, est un compositeur, violoniste et altiste baptisé à Deutschbrod en royaume de Bohême le 27 novembre 1750 et mort probablement à Paris ou à Versailles vers 1809.

## Biographie
Il étudie la musique avec son père Johann et son frère Carl, ainsi qu'avec Christian Cannabich. En 1764, Anton rejoint l'orchestre de Mannheim comme second violon, puis Paris en 1770 pour s'y produire avec son frère. Puis Carl gagne l'Angleterre en 1777, avant de retourner en France pour jouer à la chapelle royale de Versailles de 1782 à 1789.
Parmi ses élèves, on peut citer le violoniste Rodolphe Kreutzer.

## Œuvres
- 12 Symphonies[Lesquelles ?] [2]
- 15 Concertos pour Violon
- Concerto pour flûte en ré majeur
- 54 Quatuors à cordes
- 18 trios et 90 duos

## Enregistrements
- 18th Century Viola Concertos de Johann Stamitz, Anton Stamitz et Johann Matthias Sperger, Kurpfälzisches Kammerorchester, dir. Jiří Malát (label Koch Schwann, 2000)[3]